# 11 Short Stories of Pain & Glory
11 Short Stories of Pain & Glory è il nono album in studio del gruppo musicale statunitense Dropkick Murphys, pubblicato il 6 gennaio 2017.

## Tracce
1. The Lonesome Boatman – 2:42
2. Rebels with a Cause – 3:00
3. Blood – 4:01
4. Sandlot – 3:44
5. First Class Loser – 2:55
6. Paying My Way – 3:54
7. I Had a Hat – 3:02
8. Kicked to the Curb – 3:26
9. You'll Never Walk Alone – 3:22
10. 4-15-13 – 4:47
11. Until the Next Time – 3:47

## Formazione
- Al Barr – voce
- Tim Brennan – chitarra, fisarmonica, mellotron, tin whistle, voce
- Ken Casey – voce, basso
- Jeff DaRosa – banjo, bouzouki, mandolino, armonica, chitarra acustica, voce
- Matt Kelly – batteria, percussioni, voce
- James Lynch – chitarra, voce